# Nelsons Island
Nelsons Island ist eine kleine, unbewohnte Insel im Chagos-Archipel und gehört politisch zum Britischen Territorium im Indischen Ozean. Nach einer Einigung im Oktober 2024 soll sie an Mauritius übergeben werden.
Die rund 40 Hektar große Insel stellt die gleichsam nördlichste wie östlichste Insel der Great Chagos Bank („Große Chagosbank“) dar, welche die weltweit ausgedehnteste Atoll-Struktur aufweist. Nelsons Island liegt deutlich näher am Salomon-Atoll (etwa 40 km nordwestlich gelegen) als an den nächsten Inseln der Great Chagos Bank, den Three Brothers in über 100 km Entfernung.